# Elof Hellquist

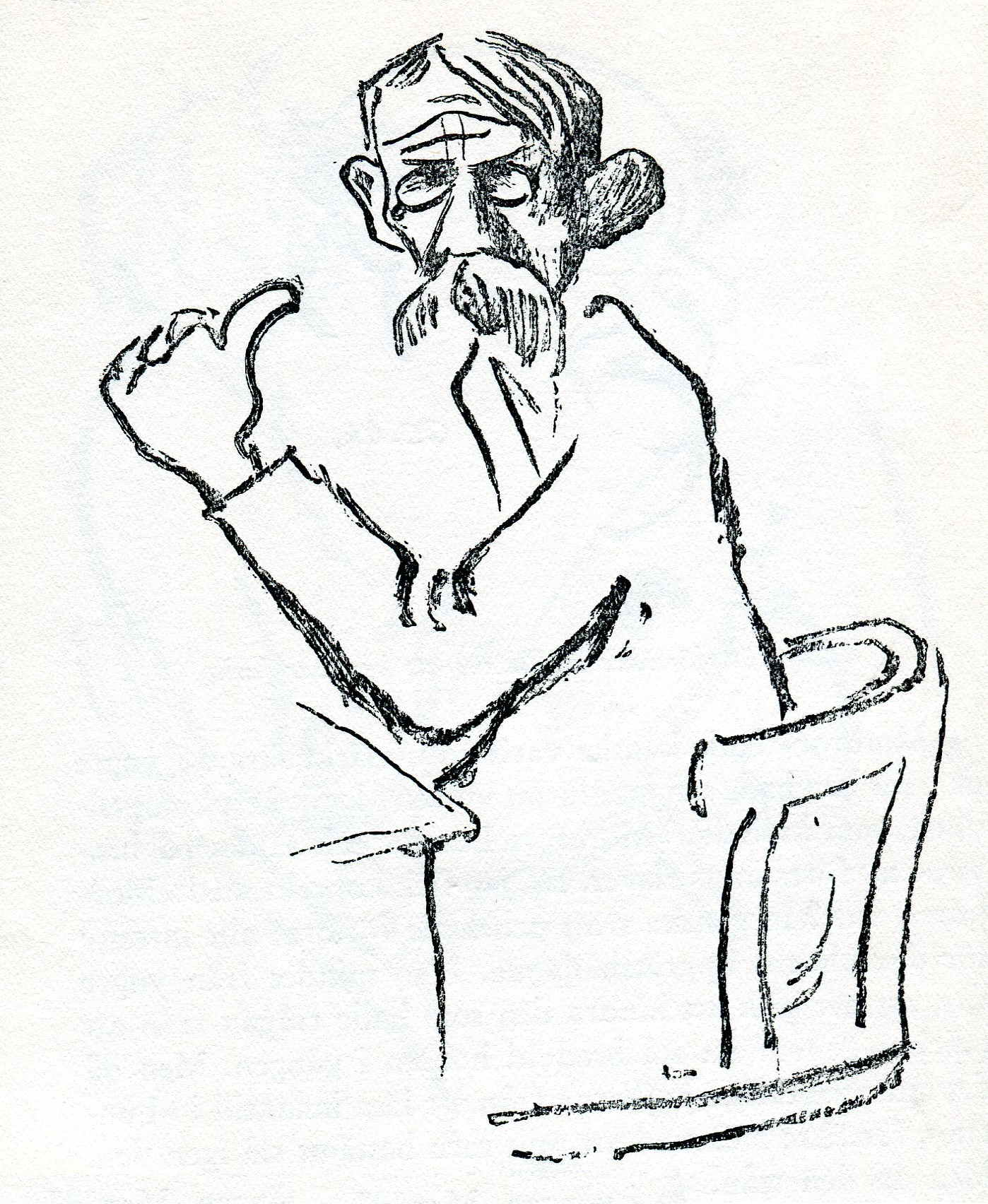
Karikatyr på Hellquist av eleven Gunnar Cederschiöld.

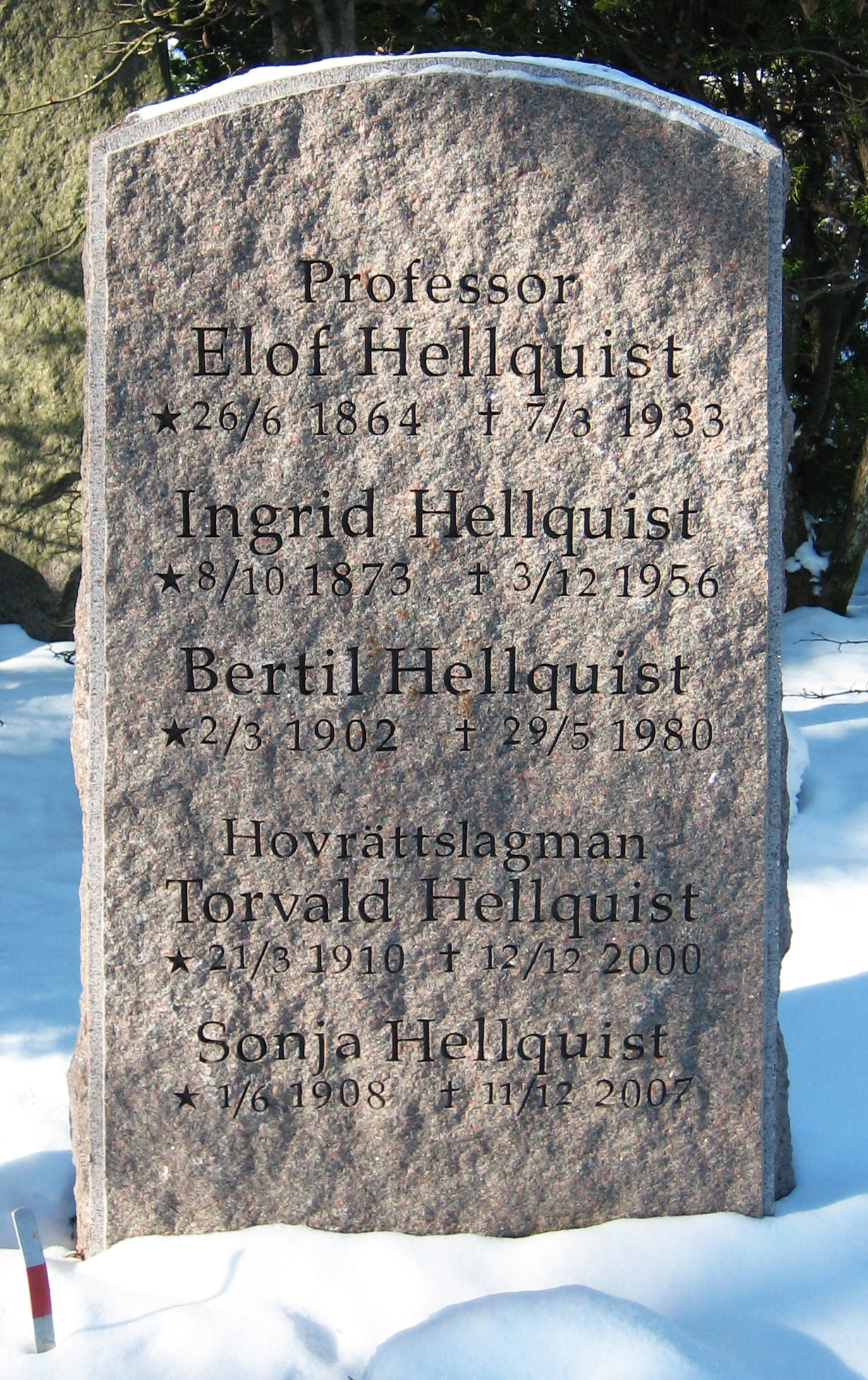
Elof Hellquists grav på Norra kyrkogården i Lund.

Gustaf Elof Hellquist, född 26 juni 1864 i Norrköping, död 7 mars 1933 i Lund, var en svensk språkforskare. Han var far till juristerna Carl Gustaf och Torvald Hellquist.

## Biografi
Elof Hellquist avlade 1883 mogenhetsexamen i Norrköping, promoverades 1890 till filosofie doktor i Uppsala där han var elev till Adolf Noreen, blev samma år docent i nordiska språk vid universitetet och 1892 adjunkt vid läroverket där. Åren 1894–1903 var Hellquist medarbetare i redaktionen av Svenska Akademiens ordbok. Han blev 1898 lektor i modersmålet och tyska i Lund och 1903 i Göteborg, där han samma år utnämndes till docent i nordiska språk vid högskolan. 1914 återvände Hellquist till Lund som professor i nordiska språk vid universitetet där, vilket han var fram till 1929.
Hellquist utvecklade ett omfattande och innehållsrikt vetenskapligt författarskap, av vars större och viktigare resultat kan nämnas Bidrag till läran om den nordiska nominalbildningen (1890), Etymologische Bemerkungen (i "Redogörelse för allm. läroverken i Gefle och Söderhamn", 1892–1893), Studier i 1600-talets svenska (1902), Studier öfver de svenska sjönamnens härledning och historia (i "Svenska landsmålen", 1903–1907), det dittills rikhaltigaste arbetet i sitt slag i Sverige, Om de svenska ortnamnen på -inge, -unge och -unga (1904; i Göteborgs högskolas Årsskrift), Några anmärkningar om de nordiska verben med mediageminala (1908, ibid.),  Göteborgs gatunamn (1911), Om namn och titlar, slagord och svordomar (1918), De svenska ortnamnen på -by (1919), det stora, betydelsefulla arbetet Svensk etymologisk ordbok (1922; belönat 1923 med Svenska Akademiens kungliga pris), Sveriges enda fullbordade verk av detta slag, samt verket "Det svenska ordförrådets ålder och ursprung, en översikt" (1929–1932). Dessutom skrev Hellquist uppsatser och artiklar i Uppsala universitets Årsskrift, "Arkiv för nordisk filologi", "Svenska landsmålen" med mera, samt ordboksartiklar. 
Han var även en uppskattad översättare, särskilt av grekisk litteratur. Bland hans översättningar märks främst Hesiodos Verk och dagar (1923) och Theogoni, Kallimachos Hymner (1925), Striden mellan grodorna och mössen (1926), Grekiska epigram (1929), Lodbrokskvädet eller Krákumál (1926), samt Dikter av äldre och yngre germanska skalder (1924).
Hellquist var ledamot av  Kungliga Vetenskaps- och Vitterhetssamhället i Göteborg (1906) och erhöll 1907 professors namn. Han utnämndes 1914 till professor i nordiska språk vid Lunds universitet. Hellquist blev emeritus 1929. Han ligger begravd på Norra kyrkogården i Lund.